# SV Argo
SV Argo (Sportvereniging Argo) is een amateurvoetbalvereniging uit Obbicht en Grevenbicht in de gemeente Sittard-Geleen, Limburg, Nederland.

## Algemeen
De club ontstond op 29 juni 2019 na de fusie tussen VV Armada en RKVV Obbicht. De club heeft de wens om in de nabije toekomst te gaan spelen op een nieuw multifunctioneel complex in het middengebied tussen Grevenbicht en Obbicht. Zo lang het nieuwe complex nog niet is gerealiseerd, spelen de elftallen hun wedstrijden op het sportpark in Obbicht.

## Standaardelftal
In het seizoen 2021/22 startte het standaardeltal in de Derde klasse zondag van het KNVB-district Zuid-II, ook de klasse waarin RKVV Obbicht laatstelijk in uitkwam. VV Armada speelde laatstelijk de Vijfde klasse zondag.
SV Argo · VV Born · Centrum Boys · VV DVO · FC Geleen Zuid · HBC '09 · RKFC Lindenheuvel-Heidebloem Combinatie · OVCS · VV Sanderbout · VV Sittard · Sporting Sittard '13 · SVE Einighausen · VV SVM · VV Zwentibold